# Гигантская бойцовая рыбка
Гига́нтская бойцо́вая рыбка (лат. Betta splendens varr. „Giant“) — одна из искусственно культивированных породных разновидностей, полученная при селекционном отборе и разведении дикой формы сиамских бойцовых рыбок (лат. Betta splendens).

## Этимология
Своё наименование рыбки получили в связи со своим большим размером, отличающимся от обычного размера представителей данного вида.

## Иные наименования
Гигантский петушок, великан, королевская бойцовая рыбка, короткохвостый великан.

## История происхождения
Впервые представлены публике на съезде IBC в 2002 году Атапоном Ританапикадом (англ. Athapon Ritanapichad), Натэ Ританапикадом (англ. Natee Ritanapichad) и Васаном Саттаяпуном (англ. Wasan Sattayapun). Тело гигантских петушков достигало около 18 см. Первый экземпляр крупной короткохвостой бойцовой рыбки был получен в 1999 году путём селекции и искусственного отбора. В разведении использовались сиамские петушки зелёного цвета, которые бывают несколько крупней своих собратьев. Через 5 поколений Атапоном разводились особи в размере семь с половиной сантиметров, а в последующие годы, селекционная работа успешно проводилась не только с короткохвостыми рыбками зелёного окраса, но и с другими разновидностями форм и расцветок бойцовых рыб.

## Описание
К 7-ми — 8-ми месячному возрасту гигантские петушки достигают размера в 7 и 1/2 см., при этом, разница в размерах — по сравнению с обычными бойцовыми рыбками, — заметна в 6 месяцев. В годовалом возрасте гигантский петушок перестаёт расти, но продолжает набирать массу тела в течение нескольких дополнительных месяцев.

### Генетика
Гигантизм бойцовых рыбок определяется и контролируется парой генов и доминирует по отношению к обычным размерам рыбок: если потомство несёт оба гена, то потомство унаследует размеры родителей полностью, но ежели только один родитель имеет соответствующий ген, то мальки унаследуют лишь 50% качеств и характеристик, оставаясь «полугигантами» в своих размерах. Скрещивание «гибридных полугигантов» с самками обычных размеров даёт 50% обычных рыбок и 50% полугигантов.

### Стандарты
Член американского IBC Джим Сонье определил правила, относящиеся к разведению Гигантов.

### Вариации
В основном — короткохвостые плакатного типа, с разнообразной окраской плавников и тела в синий, зелёный, фиолетовый, зелёно-красный или сине-красный тон. Встречаются полумесяцехвотсые особи. Очень редки вуалевые и коронохвостые.

## Условия содержания
В отличие от обычной бойцовой рыбки, гигантским петушкам требуется большее жизненное пространство. На одну взрослую особь используется сосуд с водой в размере около 9-10 литров.
Чувствительны к температуре окружающей среды. Суточные перепады температуры могут вызвать заболевания и погубить рыбку. Из небольших аквариумов с незакрытым верхом рыбки могут выпрыгнуть наружу и также погибнуть.

### Кормление
Кормление молоди гигантских бойцовых рыбок осуществляется чаще и обильнее чем обычных сиамских петушков в два-три раза. Взрослых рыбок кормят реже чем молодь и устраивают один/два «разгрузочных дня» в неделю.
Взрослые рыбы склонны к запорам от переедания и низких температур. При подозрении на запор рыбу не кормят сутки, а на вторые — дают небольшую варёную горошину и вновь оставляют голодать на один день.

### Размножение
Размножение такое же как и у обычных лабиринтовых рыб — гурами, лялиусов, петушков и макроподов. При подборе пар обращают внимание на особенности цвета и размера бойцовых рыбок, дабы не нарушать статей породы.